# Johanna Dombois
Johanna Dombois (* 14. Dezember 1967 in Berlin) ist eine deutsche Autorin und Publizistin mit dem Schwerpunkt Creative Non-Fiction, Engagierte Prosa, Literarische Künste und Kurzepik.

## Leben
Johanna Dombois studierte Literatur-, Theaterwissenschaft und Kostümkunde in Berlin, Cambridge, Wien und Uppsala. Ab 1995 war sie tätig als Dramaturgin und Hausautorin an Opernhäusern, Musiktheater- und Medienkunstbühnen (Nederlandse Opera / Het Muziektheater Amsterdam, Staatstheater Kassel, Semperoper Dresden, Bauhaus Dessau, ZKM Karlsruhe, Cabaret Voltaire Zürich u. a.). Von 2001 bis 2005 war Dombois künstlerische Leiterin der Bühne für Musikvisualisierung des Beethoven-Hauses Bonn. Die Promotion folgte 2006 bei Peter Wapnewski (TU Berlin) mit einer interdisziplinären Arbeit zu Richard Wagner.
2012 erschien im Klett-Cotta Verlag ihr Band Richard Wagner und seine Medien (zusammen mit Richard Klein), der zum Buch des Jahres 2013 nominiert wurde (Kritikerpreis Opernwelt).
Seit 2013 ist Dombois als Autorin freischaffend. Sie schreibt erzählte Essays, Dokumentationen, literarische Reportagen, Miniaturen, Kürzestgeschichten und Mikrotexte, daneben Theater- und Buchkritiken für Print, Funk und Netz. Publikationen in Merkur, Spex, Testcard, DLF Kultur, die horen, Lettre International, Die Zeit, F.A.Z. u. a.
Ende 2018 erschien in der Kölner Parasitenpresse ihr Band Rettungswesen. Prosa. Der zum Band gehörige Doku-Essay Flüchtlingsode wurde auf der Shortlist Wortmeldungen zum Literaturpreis für kritische Kurztexte 2020 nominiert.
Dombois ist seit 2017 Dozentin für Künstlerisch-Wissenschaftliches Schreiben am Institut für Musik und Medien (IMM) der Robert Schumann Hochschule Düsseldorf, seit 2021 Gastdozentin der Filmakademie Baden-Württemberg. Sie ist Mitglied des Autoren-Boards der Deutschen Bühne, sowie des Beirats und Editorial Boards von Musik & Ästhetik.
Johanna Dombois lebt in Köln und Athen.

## Werke, Auswahl

### Bücher
- Richard Wagner und seine Medien. Für eine kritische Praxis des Musiktheaters. Zusammen mit Richard Klein. Klett-Cotta, Stuttgart 2012, ISBN 978-3-608-94740-3.
- Rettungswesen. (= Reihe Paradosis #12). Prosa. Parasitenpresse, Köln 2018, ISBN 978-3-947676-34-7.

### Buch-, Zeitschriften- und Anthologiebeiträge
- Theater im Netz. Die Deutsche Bühne, Verlag Inspiring Network, Hamburg 2001, #5, S. 40
- Eine Medizin, die wie Wein schmeckt: Jacques Offenbach. Die Deutsche Bühne, Verlag Inspiring Network, Hamburg 2005, #9, S. 52–54.
- Scheinschwangerschaften. Neue Technologien im klassischen Musiktheater – Nahaufnahmen. Lettre International, Berlin 2006, #72, S. 86–91
- Rosen im Niemandsland (Rezension). Oper & Tanz, ConBrio Verlag, Regensburg 2006, #2, S. 33
- Auch Kinder werden einmal alt. Zum Regietheater heute (zusammen mit Richard Klein). Die Zeit, Zeitverlag Gerd Bucerius, Hamburg 2006, #41, S. 50
- Das Lied der unreinen Gattung. Zum Regietheater in der Oper (zusammen mit Richard Klein). Merkur | Deutsche Zeitschrift für europäisches Denken, Klett-Cotta, Stuttgart 2007, #10, S. 928–937
- Das Auge, das sich wechselnd öffnet und schließt. Zur Szenographie des Wagner-Vorhangs. wagnerspectrum, Königshausen & Neumann, Würzburg 2008, #2, S. 209–235
- Master Voices. Doris Kolesch / Vito Pinto / Jenny Schrödl (Hrsg.): Stimm-Welten. Philosophische, medientheoretische und ästhetische Perspektiven, Transcript Verlag, Bielefeld 2009, S. 127–142
- Weder Neither noch Nor (Notizen zu Morton Feldman). Positionen, Berlin 2009, #78, S. 30–34
- Das System Bob Dylan. Max Dax im Gespräch mit Peter Kemper, Diedrich Diederichsen, Klaus Theweleit, Johanna Dombois, Richard Klein, Greil Marcus aus Anlaß der Veröffentlichung des neuen Dylan-Albums ›Together Through Life‹. SPEX, Piranha Media, Berlin 2009, #320, S. 58–74
- Farinellis gehäutete Stimme. Musik & Ästhetik, Klett-Cotta, Stuttgart 2009, #51, S. 54–72
- »Am Eros der Struktur arbeiten« (Interview). Jahrbuch Opernwelt 2010, Friedrich Berlin Verlagsgesellschaft, Berlin 2010, S. 58–66
- Wut-Triptychon. Vorauswahl der 31. Tage der deutschsprachigen Literatur, Ingeborg-Bachmann-Preis, Klagenfurt 2012
- Sleep/Dream (Lexikonbeitrag). Nicholas Vazsonyi (Hrsg.): The Cambridge Wagner Encyclopedia, Cambridge University Press, Cambridge (UK) 2013, S. 551–555
- Zum Tod von Patrice Chéreau (Nachruf). Musik & Ästhetik, Klett-Cotta, Stuttgart 2014, #69, S. 5–11
- LIE. Positionen (Schwerpunkt LIFE/LIVENESS), Berlin 2016, #107, S. 10–13
- Cathy, the Criticerian. Cathy Berberians Medien. Testcard – Beiträge zur Popgeschichte (Schwerpunkt Kritik), Ventil Verlag, Mainz 2017, #25, S. 178–186
- Hell. die horen (Schwerpunkt in flüchtiger Berührung: Istanbul – heute), Wallstein Verlag, Göttingen 2020, #278, ISBN 978-3-8353-3695-7, S. 148–154
- Unschutz. die horen (Schwerpunkt allen Winden offen. Janis Joplin & Jimi Hendrix – Island – Pestilenzen), Wallstein Verlag, Göttingen 2020, #280, ISBN 978-3-8353-3763-3, S. 129–138
- Atlantis (Mikrotext). stadtrevue, StadtRevue Verlag, Köln 2021, #7–8, S. 115
- Köln (Mikrotext). Kunstverein 68elf e.V./ fremdwOrte (Schwerpunkt Paradiese), Köln 2021, o. S.
- Vorbemerkung zur Geschichte der Piraterie (Mikrotext). die horen (Schwerpunkt im Handgemenge mit Piraten. Allerlei Seestücke), Wallstein Verlag, Göttingen 2021, #282, ISBN 978-3-8353-3891-3, S. 10
- Encore: Körper und Code. Jahrbuch Technikphilosophie (Schwerpunkt Kunst und Werk), Nomos Verlag, Baden-Baden 2022, #8, ISBN 978-3-8487-7050-2, S. 71–87
- Tiergläubigkeit (Nachruf Richard Klein). Musik & Ästhetik, Klett-Cotta, Stuttgart 2022, #101, S. 13–17
- Aufblättern (Mikrotext). Ausstellungskatalog Angelika Sieger | Dietmar Janz. Bilder + Buchunikate, Kunstverein Landshut, Landshut 2022, o. S.
- Powell's Will (Essay; erschienen unter dem redaktionellen Titel Schlag nach bei Shakespeare). Frankfurter Allgemeine Zeitung, Frankfurt am Main 2023, #293, [= FAZ.NET, Bilder und Zeiten, S. Z 2]
- Neues aus Argos (Essay; erschienen unter dem redaktionellen Titel Purpurn geht die Welt zugrunde). Frankfurter Allgemeine Zeitung, Frankfurt am Main 2024, #209 [= FAZ.NET, Bilder und Zeiten, S. Z 3]

## Auszeichnungen
- 1997: Essayistik-Preis Japanisches Ministerium für Auswärtige Angelegenheiten; Autorenresidenz in Tokyo, Kyoto, Hiroshima
- 1998: Förderpreis Deutsche Oper Berlin
- 1999: Stipendiatin Richard-Wagner-Festspiele Bayreuth
- 2005: Medienkunstpreis Bundesamt für Kultur der Schweiz
- 2011: Residenzstipendium Literatur Kunststiftung NRW in Istanbul
- 2012: Writer in Residence SFB Bedrohte Ordnungen, Eberhard Karls Universität Tübingen
- 2012: Gastkünstlerin Athens School of Fine and Media Arts / Ανωτάτη Σχολή Καλών Τεχνών
- 2013: Essay-Preis Das Kunstwerk der Zukunft, Bayreuther Festspiele
- 2013: Nominierung Buch des Jahres (Kritikerpreis Opernwelt) für Richard Wagner und seine Medien
- 2014: Projektpreis Literatur der SK Stiftung Kultur
- 2016: Arbeitsstipendium Literatur des Landes Nordrhein-Westfalen
- 2017: Gastautorin International Writers' and Translators' Centre Rhodos / Διεθνές Κέντρο Λογοτεχνών και Μεταφραστών Ρόδου
- 2019: Recherchepreis Adamas-Stiftung Götz Hübner für Interkulturelle Studien
- 2019: Gastautorin House of Literature Paros / Το Σπίτι της Λογοτεχνίας, Δήμος Πάρου
- 2020: Nominierung Literaturpreis für kritische Kurztexte (Shortlist/Jurypreis) für Flüchtlingsode
- 2023: Themenpreis Auf der Flucht der Gruppe 48 e.V.
- 2023: Alfred-Döblin-Stipendium der Akademie der Künste Berlin